# Pomnik Piotra Wielkiego (Moskwa)
Pomnik Piotra Wielkiego (ros. Памятник Петру I, nazywany także Pomnikiem z okazji 300 lat rosyjskiej floty) – pomnik znajdujący się w Moskwie, w Rosji, wzniesiony w latach 1996–1997 na polecenie władz Moskwy na sztucznie wzniesionej wyspie u zbiegu rzeki Moskwy i Kanału Spustowego. Pomnik został zaprojektowany i wykonany przez gruzińskiego rzeźbiarza Zuraba Cereteliego dla uczczenia 300-lecia istnienia rosyjskiej marynarki wojennej, którą utworzono właśnie na polecenie Piotra Wielkiego. Całkowita wysokość pomnika wynosi 98 metrów, przez co jest on najwyższym wolnostojącym posągiem w Rosji i siódmym pod względem wysokości na świecie.